# Volker Türk
Volker Türk (Linz, 1965) is een Oostenrijkse jurist en en VN-functionaris. Sinds september 2022 is hij Hoge Commissaris voor de Mensenrechten van de Verenigde Naties.

## Biografie
Türk studeerde rechten aan de Universiteit van Linz. Zijn proefschrift aan de Universiteit van Wenen was gewijd aan het Hoge Commissariaat voor de Vluchtelingen van de Verenigde Naties.
In 1991 werd hij bij de Verenigde Naties junior professional officer. Gefinancierd door de Oostenrijkse regering werd hij uitgevaardigd naar Koeweit. Aansluitend vervulde hij bij de het Hoge Commissariaat voor de Vluchtelingen verschillende posten in landen als Maleisië, Kosovo, Bosnië en Herzegovina en de Democratische Republiek Congo. Later werd hij directeur internationale rechtsbescherming op het hoofdkantoor in Genève. In februari 2015 werd hij benoemd tot plaatsvervangend Hoge Commissaris voor de Vluchtelingen van de VN, waarmee hij de hoogste functionaris van Oostenrijk bij de Verenigde Naties was. In mei 2016 ontving hij de mensenrechtenprijs van de Universiteit van Graz.
Op 18 april 2019 werd hij benoemd tot adjunct-secretaris-generaal voor Strategische Coördinatie in het VN-secretariaat door secretaris-generaal António Guterres, als opvolger van Fabrizio Hochschild Drummond.  Sinds 8 september 2022 is hij Hoge Commissaris voor de Mensenrechten van de Verenigde Naties.

## Publicatie
- Erika Feller, Volker Türk, Frances Nicholson (ed): Refugee Protection in International Law. Cambridge University Press, Cambridge 2003, ISBN 0-521-53281-7